# Nicolae Kretzulescu
Nicolae A. Kretzulescu (n. 1 martie 1812, București – d. 26 iunie 1900, Leordeni, Argeș) a fost un medic, diplomat și politician liberal român, membru fondator al Academiei Române, care a fost cel de-al doilea prim-ministru (  funcția pe care a  deținut-o de trei ori) al României (între 1862-1863 și 1865-1866).

## Viața și activitatea
Nicolae Kretzulescu era descendent direct al domnului Constantin Brâncoveanu. Era fratele lui Constantin Al. Kretzulescu și nepot marelui logofăt Alexandru Kretzulescu.
A studiat medicina la Paris între anii 1834-1839. Despre călătoria la Paris și anii de viață studențească acolo va scrie mai târziu o carte, mărturie importantă despre situația primilor studenți români la Paris.
La Revoluția de la 1848 a fost - împreună cu frații săi mai mari Constantin și Scarlat - un susținător moderat al ideilor noi ale guvernului revoluționar, din care nu a făcut parte.
În iunie 1862, a devenit președinte al consiliului de miniștri (prim-ministru) și ministru de interne în guvernul format după asasinarea lui Barbu Catargiu. Din această poziție a evitat discutarea problemei agrare, ocupându-se de alte probleme printre care unificarea sistemului sanitar, crearea Direcției Generale a Arhivelor Publice, și crearea unui Consiliu al Instrucțiunii Publice. Susține demersurile pentru naționalizarea mănăstirilor închinate și începe pregătirile pentru adoptarea Legii secularizării averilor mănăstirești.
După remanierea din octombrie 1863 este ministru al instrucției publice în noul guvern.
A fost membru fondator al Academiei Române (Societatea Academică Română).

## Scrieri
- Questions sur diverses branches des sciences médicales (semnată Cretzoulesko, N.-A.), Paris, 21 iunie 1839 - lucrarea de doctorat în medicină
- Manual de anatomie descriptivă (1843)
- Călătoria mea la Paris